# Iassynivka
Iassynivka (ukrainien : Ясинівка, russe : Ясиновка, Iassinovka) est une commune urbaine de l'oblast de Donetsk, en Ukraine. Elle compte 3 593 habitants en 2021.